# Fkm*
För andra betydelser, se FKM.
fkm*, förkortning av Fysiksektionens klubbmästeri, är ett klubbmästeri under  Fysiksektionen vid Tekniska Högskolans Studentkår, Stockholm. Asterisken står för olika saker varje år, en tradition som infördes 1979. Organisationen har, i någon form, funnits sedan åtminstone 1944.[källa behövs]
fkm* anordnar ett antal olika årliga fester, ett antal för den egna sektionen och Nubbedraget och Gör Det Själv-gasquen för klubbmästerister från hela Stockholm.

## Klubbmästare
fkm* har haft följande klubbmästare
| 2025 | Carl Svensson          | Alexander Unge                                  | Mathilda Häggbrink  |
| 2024 | Katja Borelius         | Sam Houghton                                    | Emil Wiktorsson     |
| 2023 | Niklas Käll            | Linn Bogren                                     | Lukas Granqvist     |
| 2022 | Erik Wallinder-Mähler  | Olle Sundberg                                   | Ludvig Skare        |
| 2021 | Björn Thiberg          | Astrid Schöldström                              | Frida Grönberg      |
| 2020 | Samuel Söderberg       | Tobias Gabi Goobar                              | Hannes Karlsson     |
| 2019 | Christoffer Ejemyr     | Linnea Bendrot                                  | Julia Schauman      |
| 2018 | Anton Finnson          | Gustav Gybäck                                   | Aron Norén          |
| 2017 | Gabriel Bengtsson      | Leo Enge                                        | Jonathan Johansen   |
| 2016 | Ludwig Hammarbäck      | Fredrik Behm                                    |                     |
| 2015 | Andreas Lundin         | Jim Larsson                                     | Axel Rongedal       |
| 2014 | Mårten Vuorinen        | Magnus Arvidsson                                | Sebastian Sandström |
| 2013 | Johan Engvall          | Cathrine Bergh                                  |                     |
| 2012 | Sara Aschan            | Carl Aronsson                                   |                     |
| 2011 | Didrik Lundberg        | Marcus Ahlström                                 |                     |
| 2010 | Karolina Czechowski    | Lars Lowe Sjösund (HT), Cecilia Manneberg (VT)  |                     |
| 2009 | William Sköld          | Kristin Rynninger Eriksson                      |                     |
| 2008 | Birger Vaksdal         | Frida Halfvarson                                |                     |
| 2007 | Gabriel Ehrnst Grundin | Martin Wendin                                   |                     |
| 2006 | Patrick Eriksson       | Filip Wistrand (VT), Charlotte Liljestrand (HT) |                     |
| 2005 | Andreas Gustafsson     | Gunnar Hermansson                               |                     |
| 2004 | Peo Engström           | Christoffer Olsson (VT), Peter Skoglund (HT)    |                     |
| 2003 | Arno Lepisk            | Hilda Sundström                                 |                     |
| 2002 | Odd Runevall           | Andreas Ericson                                 |                     |
| 2001 | Per Sundelin           | Elin Hallander                                  |                     |
| 2000 | Anton Appelberg        | Robert Zettinger                                |                     |
| 1999 | Magnus Hoem            | Daniel Roos                                     |                     |
| 1998 | Jonny Lundell          | Pernilla Holm                                   |                     |
| 1997 | Pasi Bauer             | Victoria Roslund                                |                     |
| 1996 | Emma Strinning         | Dan Orrestig                                    |                     |
| 1995 | Jonas Gunnarsson       | Johan Petterson                                 |                     |
| 1994 | Calle Thille           | Jonas Ahldén                                    |                     |
| 1993 | Tomas Andersson        | Erik Forsberg                                   |                     |
| 1992 | Fredrik Wästlund       | Gabriel Korduner                                |                     |
| 1991 | Mikael Björn           | Jesper Höjeberg                                 |                     |
| 1990 | Per Stackegård         | Lars Andersson                                  |                     |
| 1989 | Carina Bark            | Anna Rydén                                      |                     |
| 1988 | Magnus Nordqvist       | Per Zetterwall                                  |                     |
| 1987 | Fredrik Karlsson       | Anna Linder                                     |                     |
| 1986 | Jan Morath             | Jan Ridenfeldt, Gabriel Lind af Hageby          |                     |
| 1985 | Annika Roos            | Yngve Ekelin                                    |                     |
| 1984 | Anders Nordqvist       | Raymond Bergmark                                |                     |
| 1983 | Måns Ulfsparre         | Johanna Lorentzi                                |                     |
| 1982 | Olof Frankzi           | Martin Kull                                     |                     |
| 1981 | Svante Ekelin          | Jörgen Axell                                    |                     |
| 1980 | Niki Sundman           | Lars Karlander                                  |                     |
| 1979 | Malcolm Olow           | Svante Ekelin, Niki Sundman                     |                     |
| 1978 | Christer Fuglesang     | Thomas Carlsson                                 |                     |
| 1977 | Nils Öhman             | Måns Engstedt                                   |                     |
| 1976 | Christer Fuglesang     | Pär Gustafsson                                  |                     |
| 1975 | Beatrice Norlander     | Bengt Åkerlind                                  |                     |
| 1974 | Okänt                  |                                                 |                     |
| 1973 | Okänt                  |                                                 |                     |
| 1972 | Anders Niklasson       |                                                 |                     |
| 1971 | Thomas Östman          | Carl Engblom, Ulf Rennerfelt                    |                     |
| 1970 | Anna Ekelin            | Bengt Ek                                        |                     |
| 1969 | Calle Crafoord         |                                                 |                     |
| 1968 | Bo Sundman             |                                                 |                     |
| 1967 | Hans Magnusson         |                                                 |                     |
| 1966 | Lars Egnell            | Gunnar Kylberg                                  |                     |
| 1965 | Lars Fernholm          | Lars Egnell                                     |                     |
| 1964 | Christian Gräslund     | Lars Fernholm                                   |                     |
| 1963 | Staffan Quensel        | Christian Gräslund                              |                     |
| 1962 | Daniel Sundström       | Staffan Quensel                                 |                     |
| 1961 | Martin Axling          | Hans Lidgren                                    |                     |
| 1960 | Ulf Lindborg           | Martin Axling                                   |                     |
| 1959 | Nilsson                | Björn Askert                                    |                     |
| 1958 | Robert Meyer           |                                                 |                     |
| 1957 | Björn Linton           |                                                 |                     |
| 1956 | Palne Mogensen         |                                                 |                     |
| 1955 | Karl Johan Åström      |                                                 |                     |
| 1954 | Erling Dahlberg        |                                                 |                     |
| 1953 | Lars-Gunnar Larson     |                                                 |                     |
| 1952 | Erik Johansson         |                                                 |                     |
| 1951 | G Lenning              |                                                 |                     |
| 1944 | Stade                  |                                                 |                     |